# Václav Talich

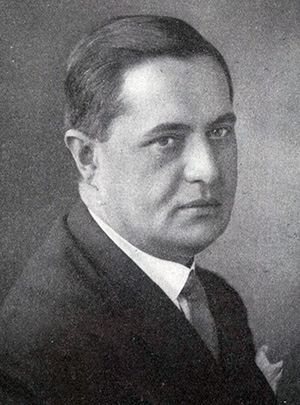
Václav Talich. Foto i Scenen 1928.

Václav Talich, född 28 maj 1893 i Kroměříž i Mähren, död 16 mars 1961 i Beroun i Böhmen, var en tjeckisk dirigent.

## Biografi
Talich var operachef och dirigent i Plzeň 1912–1915, kapellmästare vid Tjeckiska filharmoniska orkestern i Prag 1919–1941 och 1947–1948. Mellan 1926 och 1936 var han dirigent för Stockholms konsertförening. Han var professor i dirigering vid konservatoriet i Prag 1932–1945 och dirigent för filharmonin i Bratislava 1949–1952. Václav Talich invaldes som utländsk ledamot nr 265 av Kungliga Musikaliska Akademien den 29 oktober 1928.

## Eftermäle
Asteroiden 11201 Talich är uppkallad efter honom.